# 约翰·N·汤普森
约翰·N·汤普森（1951年11月15日—）是一位美国进化生物学家，出生于匹兹堡，现为加利福尼亞大學聖塔克魯茲分校让·H·朗根海姆植物生态学和进化生物学教授，研究方向为共同演化，提出了共同演化的“地理镶嵌理论”，2017年获达尔文-华莱士奖章。